# Federico Confalonieri
Federico Confalonieri (Milà, 1785 — Hospental, 1846) va ser un aristòcrata italià.
Va destacar-se com un dels caps del partit dels itàlics oposat a Napoleó. Va esdevenir carbonari i fou detingut el 1821 i condemnat a cadena perpètua. El 1835 li fou commutada la presó per la deportació a Amèrica però tornà Europa dos anys més tard i s'establí definitivament a Milà el 1840.